# Storbådan, Korsnäs
Storbådan är en ö i Finland. Den ligger i Norra kvarken och i kommunen Korsnäs i den ekonomiska regionen  Vasa i landskapet Österbotten, i den västra delen av landet. Ön ligger omkring 36 kilometer sydväst om Vasa och omkring 370 kilometer nordväst om Helsingfors.
Öns area är 15,7 hektar och dess största längd är 0,7 kilometer i nord-sydlig riktning.